# تشيسلي في. مورتون
تشيسلي في. مورتون هو تاجر أسهم وسياسي أمريكي، ولد في 21 أغسطس 1951 في ميامي في الولايات المتحدة. نشط حزبياً في الحزب الجمهوري. وقد انتخب عضو مجلس نواب جورجيا ‏.